# Samora Souprayen
Samora Souprayen, artiestennaam Samora (1991), is een Surinaams zangeres. Ze zingt in de stijlen reggae, dancehall en popsoul.

## Biografie
Samora Souprayen komt uit een muzikale familie. Ze wilde vanaf haar derde levensjaar zangeres worden, maar haar moeder was het daar niet mee eens omdat dat te zwaar is en er moeilijk een boterham mee te verdienen valt. Toen ze na een auditie voor een gospelkoor een nummer solo mocht opdragen, was ze ontevreden over haar uitvoering en begon ze met zelfstudie in zangtechnieken. Nadat haar training een paar maanden later resultaten begon te krijgen en haar moeder inzag dat ze haar zangpassie heel serieus nam, besloot haar moeder de wens van haar dochter te steunen. Om de kansen voor Samora – en voor haar zus die geneeskunde wilde studeren – te vergroten, besloten haar ouders in 2006 met het gezin naar Nederland te verhuizen. Zelf droomde ze ervan om de eerste artiest met Surinaamse roots te worden die een Grammy Award zou winnen.
Op zestienjarige leeftijd moest ze een platencontract afwijzen, omdat haar moeder haar daar nog te jong voor vond. In Nederland volgde ze zangworkshops en werd ze toegelaten tot de Nederlandse Pop Academie in Utrecht. Ze rondde die opleiding in anderhalf jaar tijd af in plaats van de drie jaar die ervoor staan. Ondertussen begon ze met optredens, waaronder in Paradiso in Amsterdam, en zingt ze daarnaast als sessiezangeres.
In januari 2018 bracht ze haar single Stay uit en in februari 2019 haar debuutalbum Moengo. Het muziekplatform 3voor12 van de VPRO omschrijft haar debuutalbum als de dansbare reggaerelease van Samora. Haar reggaemuziek wisselt ze af met invloeden uit andere stijlen, zoals reggaeton, pop, rock, soul, funk en hiphop, waardoor de stijl in haar nummers onderling verschillen.
In 2020 kwam ze met Free up, een spiritueel reggaenummer dat gaat over mensen die een zware tijd meemaken. Het nummer werd opgepakt door het internationale reggaeblad Irie Magazine dat de release aankondigde op de cover van zijn juni-editie. Daarnaast werd er aandacht aan haar besteed in enkele Franse en Spaanse bladen en kreeg haar nummer een plaats op het album Female reggae voices. Binnen enkele maanden kreeg Free up meer dan 1722 airplays op 226 radiostations in 33 landen. Daarnaast gaf ze online interviews met radiozenders uit Zuid-Afrika en uit een vijftal andere Afrikaanse landen.
Rond oktober 2020 nam ze het nummer What you came for op met de Jamaicaanse reggaezanger Lutan Fyah. In juni 2022 had ze haar releaseparty van haar nieuwe album in Zwitserland. Ze was hier tijdens de corona-lockdown. Ze bouwde hier een netwerk op en is hier vervolgens blijven wonen.